# Ева Паалма
Ева Паалма (нар. 21 грудня 1994) — колишня естонська тенісистка.
Найвищу одиночну позицію світового рейтингу — 934 місце досягла 3 листопада 2014, парну — 691 місце — 20 жовтня 2014 року.
Здобула 2 парні титули туру ITF.

## Фінали ITF (2–2)

### Парний розряд (2–2)
| Легенда          |
| ---------------- |
| Турніри $100,000 |
| Турніри $75,000  |
| Турніри $50,000  |
| Турніри $25,000  |
| Турніри $15,000  |
| Турніри $10,000  |

| Фінали за покриттям |
| ------------------- |
| Тверде (2–1)        |
| Ґрунт (0–1)         |
| Трава (0–0)         |
| Килим (0–0)         |

| Результат | Ранг | Дата              | Турнір               | Покриття   | Партнерка       | Суперниці                             | Рахунок          |
| --------- | ---- | ----------------- | -------------------- | ---------- | --------------- | ------------------------------------- | ---------------- |
| Поразка   | 1.   | 22 жовтня 2012    | Стокгольм, Швеція    | Тверде (i) | Марія Мох       | Donika Bashota Олена Остапенко        | 6–7(4–7), 1–6    |
| Перемога  | 1.   | 21 жовтня 2013    | Стокгольм, Швеція    | Тверде (i) | Марія Мох       | Emma Ek Зузана Лукнарова              | 6–2, 6–2         |
| Перемога  | 2.   | 11 листопада 2013 | Гельсінкі, Фінляндія | Тверде (i) | Олена Остапенко | Квірін Лемуан Мартіна Пршадова        | 6–2, 5–7, [11–9] |
| Поразка   | 2.   | 21 липня 2014     | Таллінн, Естонія     | Ґрунт      | Julia Matojan   | Олександра Артамонова Корнелія Лістер | 3–6, 2–6         |

## Участь у Кубку Федерації

### Одиночний розряд
| Розіграш                                 | Стадія | Дата           | Місце               | Супротивник                                   | Покриття | Суперниця    | W/L | Рахунок  |
| ---------------------------------------- | ------ | -------------- | ------------------- | --------------------------------------------- | -------- | ------------ | --- | -------- |
| 2012 Fed Cup Europe/Africa Zone Group I  | P/O    | 4 лютого 2012  | Ейлат, Ізраїль      | Збірна Нідерландів з тенісу в Кубку Федерації | Тверде   | Кікі Бертенс | L   | 2–6, 2–6 |
| 2013 Fed Cup Europe/Africa Zone Group II | R/R    | 17 квітня 2013 | Ульцинь, Чорногорія | Туніс                                         | Ґрунт    | Унс Джабір   | L   | 2–6, 2–6 |
| 2013 Fed Cup Europe/Africa Zone Group II | P/O    | 20 квітня 2013 | Ульцинь, Чорногорія | Південна Африка                               | Ґрунт    | Мадрі Ле Ру  | W   | 6–2, 6–1 |

### Парний розряд
| Розіграш                                  | Стадія | Дата           | Місце               | Супротивник     | Покриття   | Партнерка        | Суперниці                         | W/L | Рахунок       |
| ----------------------------------------- | ------ | -------------- | ------------------- | --------------- | ---------- | ---------------- | --------------------------------- | --- | ------------- |
| 2012 Fed Cup Europe/Africa Zone Group I   | R/R    | 1 лютого 2012  | Ейлат, Ізраїль      | Болгарія        | Тверде     | Тетяна Воробйова | Дія Евтімова Цветана Піронкова    | L   | 0–6, 1–6      |
| 2013 Fed Cup Europe/Africa Zone Group II  | R/R    | 17 квітня 2013 | Ульцинь, Чорногорія | Туніс           | Ґрунт      | Тетяна Воробйова | Yosr Elmi Mouna Jebri             | W   | 6–0, 6–1      |
| 2013 Fed Cup Europe/Africa Zone Group II  | R/R    | 18 квітня 2013 | Ульцинь, Чорногорія | Латвія          | Ґрунт      | Тетяна Воробйова | Laura Gulbe Діана Марцинкевич     | L   | 3–6, 5–7      |
| 2013 Fed Cup Europe/Africa Zone Group II  | R/R    | 19 квітня 2013 | Ульцинь, Чорногорія | Finland         | Ґрунт      | Тетяна Воробйова | Ella Leivo Milka-Emilia Pasanen   | W   | 7–6(7–3), 6–1 |
| 2013 Fed Cup Europe/Africa Zone Group II  | P/O    | 20 квітня 2013 | Ульцинь, Чорногорія | Південна Африка | Ґрунт      | Тетяна Воробйова | Наталі Грандін Мадрі Ле Ру        | L   | 1–6, 3–6      |
| 2014 Fed Cup Europe/Africa Zone Group III | R/R    | 5 лютого 2014  | Таллінн, Естонія    | Намібія         | Тверде (i) | Тетяна Воробйова | Lesedi Sheya Jacobs Лінікес Терон | W   | 7–5, 6–2      |
| 2014 Fed Cup Europe/Africa Zone Group III | R/R    | 7 лютого 2014  | Таллінн, Естонія    | Вірменія        | Тверде (i) | Тетяна Воробйова | Lusine Chobanyan Ani Safaryan     | W   | 6–3, 6–2      |